# Polsko na Letních olympijských hrách 1972
Polsko na Letních olympijských hrách 1972 v německém Mnichově reprezentovalo 290 sportovců, z toho 252 mužů a 38 žen. Nejmladší účastník byl Jacek Rylski (15 let, 249 dní), nejstarší pak lukostřelkyně Irena Szydłowska (44 let, 224 dnů). Reprezentanti vybojovali 21 medailí, z toho 7 zlatých, 5 stříbrných a 9 bronzových.

## Medailisté
| Medaile | Jméno | Sport             | Disciplína                        |
| ------- | --- | ----------------- | --------------------------------- |
| Zlato   | Władysław Komar | atletika          | Muži vrh koulí                    |
| Zlato   | Jan Szczepański | box               | muži lehká váha do 60 kg          |
| Zlato   | Witold Woyda | šerm              | muži fleret                       |
| Zlato   | Marek Dąbrowski Jerzy Kaczmarek Lech Koziejowski Witold Woyda Arkadiusz Godel | šerm              | fleret družstvo mužů              |
| Zlato   | Józef Zapędzki | sportovní střelba | muži 25 metrů rychlopalná pistole |
| Zlato   | Zygmunt Smalcerz | vzpírání          | do 52 kg                          |
| Zlato   | Hubert Kostka Zbigniew Gut Jerzy Gorgoń Zygmunt Anczok Lesław Ćmikiewicz Zygmunt Maszczyk Jerzy Kraska Kazimierz Deyna Zygfryd Szołtysik Włodzimierz Lubański Robert Gadocha Ryszard Szymczak Antoni Szymanowski Joachim Marx Grzegorz Lato Marian Ostafiński Kazimierz Kmiecik Marian Szeja Trenér:Kazimierz Górski | fotbal            | družstvo mužů                     |
| Stříbro | Irena Szydłowska | lukostřelba       | ženy jednotlivkyně                |
| Stříbro | Wiesław Rudkowski | box               | muži váha lehkotěžká do 71 kg     |
| Stříbro | Lucjan Lis Edward Barcik Stanisław Szozda Ryszard Szurkowski | cyklistika        | silniční závod družstvo mužů      |
| Stříbro | Antoni Zajkowski | judo              | muži polostřední do 70 kg         |
| Stříbro | Norbert Ozimek | vzpírání          | muži lehkotěžká váha do 82,5 kg   |
| Bronz   | Irena Szewińská | atletika          | Ženy běh na 200 m                 |
| Bronz   | Ryszard Katus | atletika          | Muži desetiboj                    |
| Bronz   | Leszek Błażyński | box               | muži váha muší do 51 kg           |
| Bronz   | Janusz Gortat | box               | muži váha polotěžká do 81 kg      |
| Bronz   | Rafał Piszcz Władysław Szuszkiewicz | kanoistika        | muži kajak K-2 1000 m             |
| Bronz   | Andrzej Bek Benedykt Kocot | cyklistika        | muži tandem                       |
| Bronz   | Zbigniew Kaczmarek | vzpírání          | muži lehká váha do 67,5 kg        |
| Bronz   | Kazimierz Lipień | zápas             | muži řecko-římský do 62 kg        |
| Bronz   | Czesław Kwieciński | zápas             | muži řecko-římský do 90 kg        |